# Nyúlszapuka
A nyúlszapuka vagy réti nyúlhere (Anthyllis vulneraria) a hüvelyesek (Fabales) rendjébe, ezen belül a pillangósvirágúak (Fabaceae vagy Leguminosae) családjába tartozó faj.
Németül a nyúlszapuka neve Wundklee, ami a Wunde (seb) és Klee (here) szavakból tevődik össze.
Régen sebfűnek is hívták sebösszehúzó hatása miatt, a népi gyógyászatban gyakran alkalmazták.

## Előfordulása

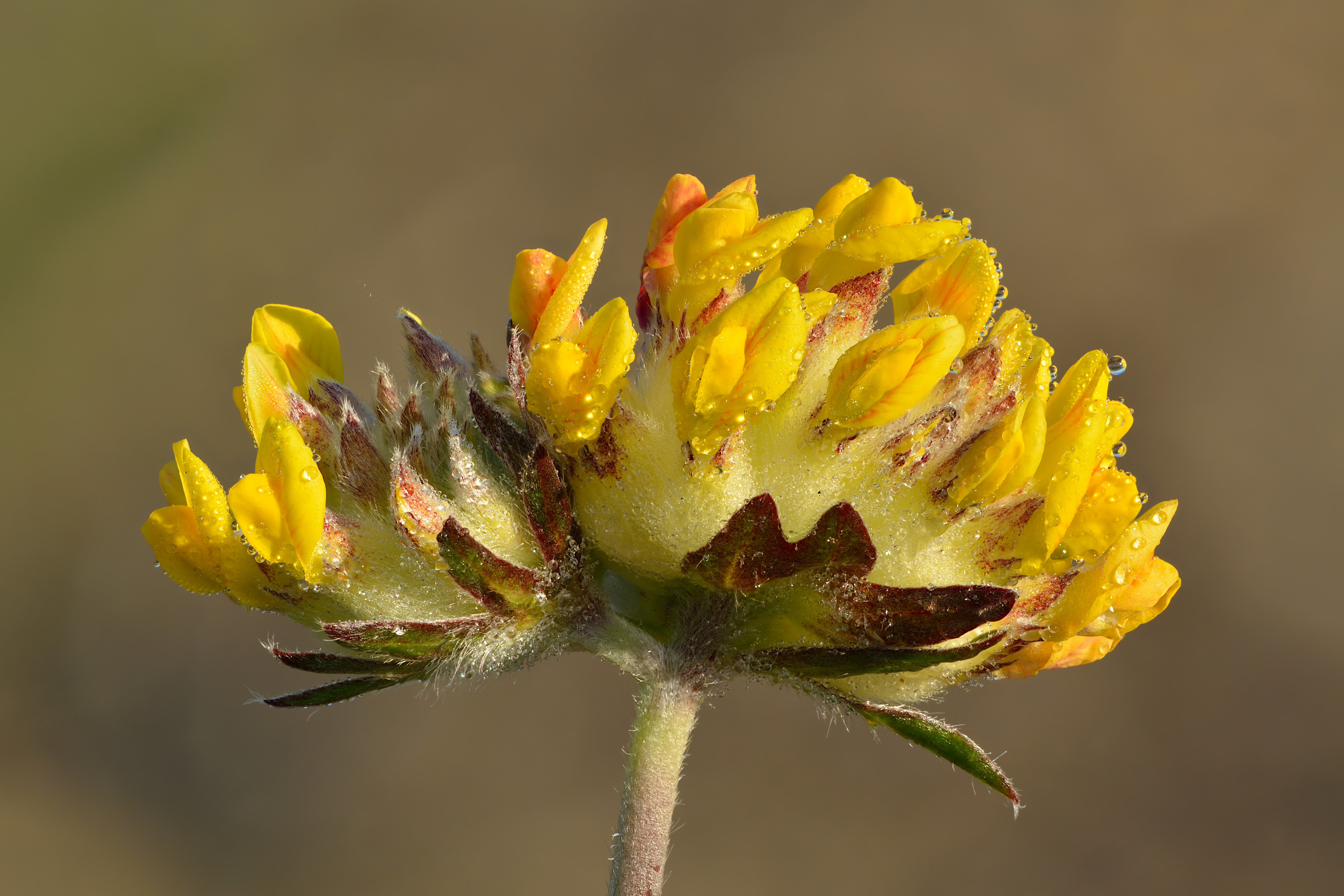
Virágzat

A nyúlszapuka egész Európa területén megtalálható. Egész Észak-Afrikában fellelhető, egészen Etiópiáig. Továbbá elterjedt a Kaukázusban, valamint Törökország és Irán között. Az Amerikai Egyesült Államokba, Ausztráliába és a Tasmania szigetre betelepítették.

## Megjelenése
A nyúlszapuka változékony, 15–30 cm, olykor 60 cm hosszú, elágazó, felálló vagy felemelkedő szárú, évelő növény. A szár alja és az alsó levelek borzasak. Gömbölyű fejecskében álló virágai halványsárgák, néha aranysárgák vagy vöröslők. A csésze világos színű, bozontos szőrű, elvirágzás után hasasan felfúvódik. Levelei páratlanul szárnyaltak, a csúcsi levélke az oldalsóknál nagyobb.

## Életmódja
A nyúlszapuka száraz, napos lejtők és rétek, homokpuszták lakója. Meleg, meszes talajokon nő.
A virágzási ideje május–július között van.

## Felhasználása
Sárga virága jó takarmánynövény, különösen a juhok kedvelik, viszont szőrös felülete, zölden kesernyés íze miatt az állatfajok többsége nem szívesen fogyasztja.
Szénaként ízletes tömegtakarmány, de alkalmazásánál az állatok fokozatos hozzászoktatására van szükség. 
A talajerózió és a defláció ellen is hatásos fejlett gyökérzete révén, zöldtrágyaként is hasznos. 
A szabad levegő nitrogénjét megköti, ezzel javítja a talaj minőségét, a benne lévő tápanyagok felszaporodását.

## Alfajok, változatok
- Anthyllis vulneraria subsp. abyssinica (Sagorski) Cullen
- Anthyllis vulneraria subsp. ajmasiana (Pau) Raynaud & Sauvage
- Anthyllis vulneraria subsp. alpestris (Hegetschw.) Asch. & Graebn. - (havasi nyúlhere)
- Anthyllis vulneraria subsp. argyrophylla (Rothm.) Cullen
- Anthyllis vulneraria subsp. arundana (Boiss. & Reut.) Vasc.
- Anthyllis vulneraria subsp. atlantis Emb. & Maire
- Anthyllis vulneraria subsp. boissieri (Sagorski) Bornm.
- Anthyllis vulneraria subsp. bulgarica (Sagorski) Cullen
- Anthyllis vulneraria subsp. calcicola (Schur) Simk.
- Anthyllis vulneraria subsp. carpatica (Pant.) Nyman - (kárpáti nyúlszapuka)
- Anthyllis vulneraria subsp. colorata (Juz.) Tzvelev
- Anthyllis vulneraria subsp. forondae (Sennen) Cullen
- Anthyllis vulneraria subsp. gandogeri (Sagorski) Maire
- Anthyllis vulneraria subsp. hispidissima (Sagorski) Cullen
- Anthyllis vulneraria subsp. iberica (W.Becker) Jalas
- Anthyllis vulneraria subsp. insularum (Rothm.) Romo
- Anthyllis vulneraria subsp. lapponica Hyl.
- Anthyllis vulneraria subsp. lusitanica (Cullen & Pinto da Silva) Franco
- Anthyllis vulneraria subsp. maritima (Hagen) Corb.
- Anthyllis vulneraria subsp. maura (Beck) Maire
- Anthyllis vulneraria subsp. nivalis (Willk.) Rivas Mart. & al.
- Anthyllis vulneraria subsp. polyphylla (DC.) „Nyman, p.p.”
- Anthyllis vulneraria subsp. praeporea (A. Kern.) Bornm.
- Anthyllis vulneraria subsp. pulchella (Vis.) Bornm.
- Anthyllis vulneraria subsp. pyrenaica (Beck) Cullen
- Anthyllis vulneraria subsp. reuteri Cullen
- Anthyllis vulneraria subsp. rifana (Emb. & Maire) Cullen
- Anthyllis vulneraria subsp. rubriflora (DC.) Arcang.
- Anthyllis vulneraria subsp. saharae (Sagorski) Maire
- Anthyllis vulneraria subsp. schiwereckii (DC.) Tzvelev
- Anthyllis vulneraria subsp. vitellina (Velen.) Kuzmanov
- Anthyllis vulneraria subsp. vulneraria
- Anthyllis vulneraria subsp. vulnerarioides (All.) Arcang.
- Anthyllis vulneraria subsp. weldeniana (Rchb.) Cullen
- Anthyllis vulneraria var. font-queri (Rothm.) Cullen
- Anthyllis vulneraria var. versicolor (Evers) Sagorski

## Képek

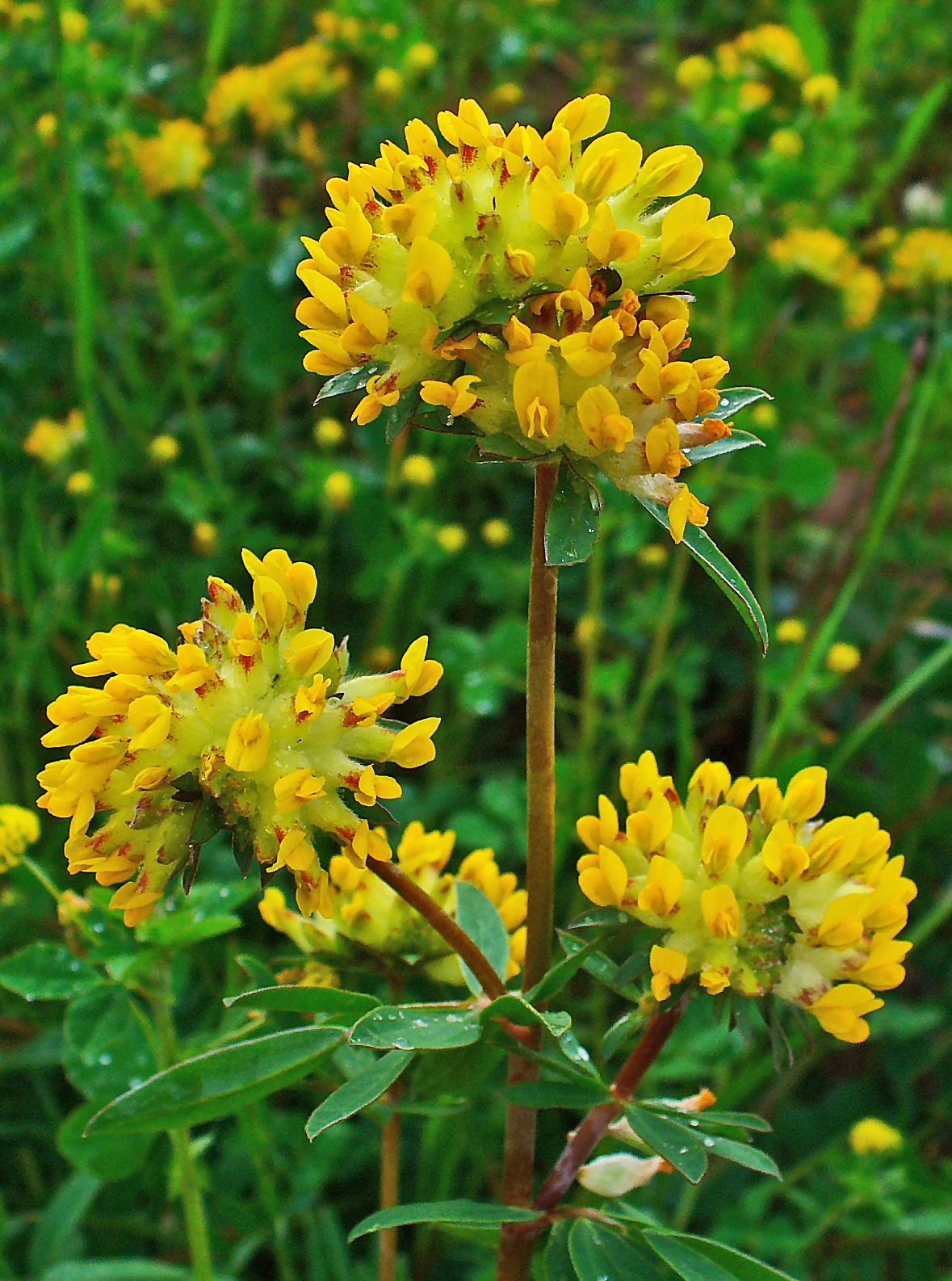
A növény
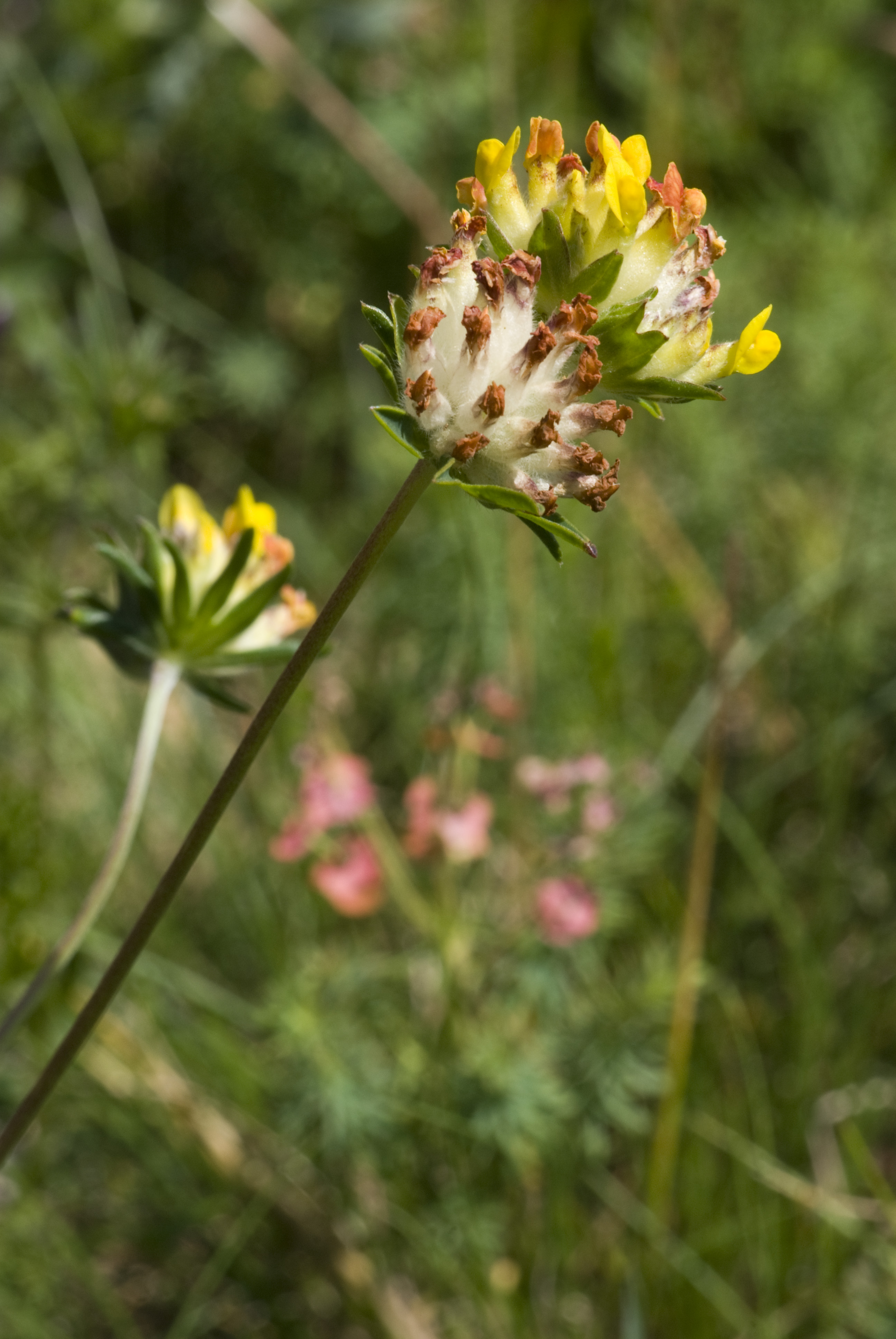
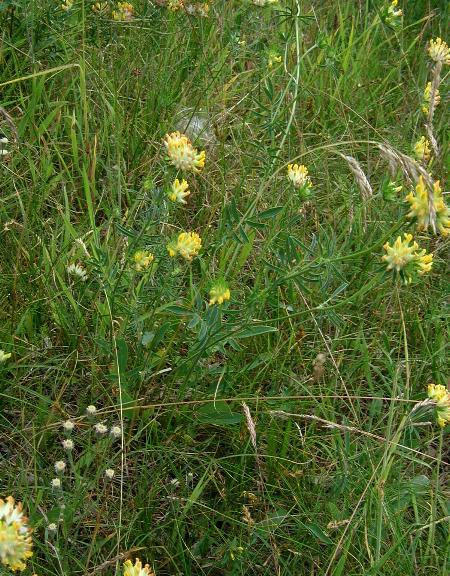
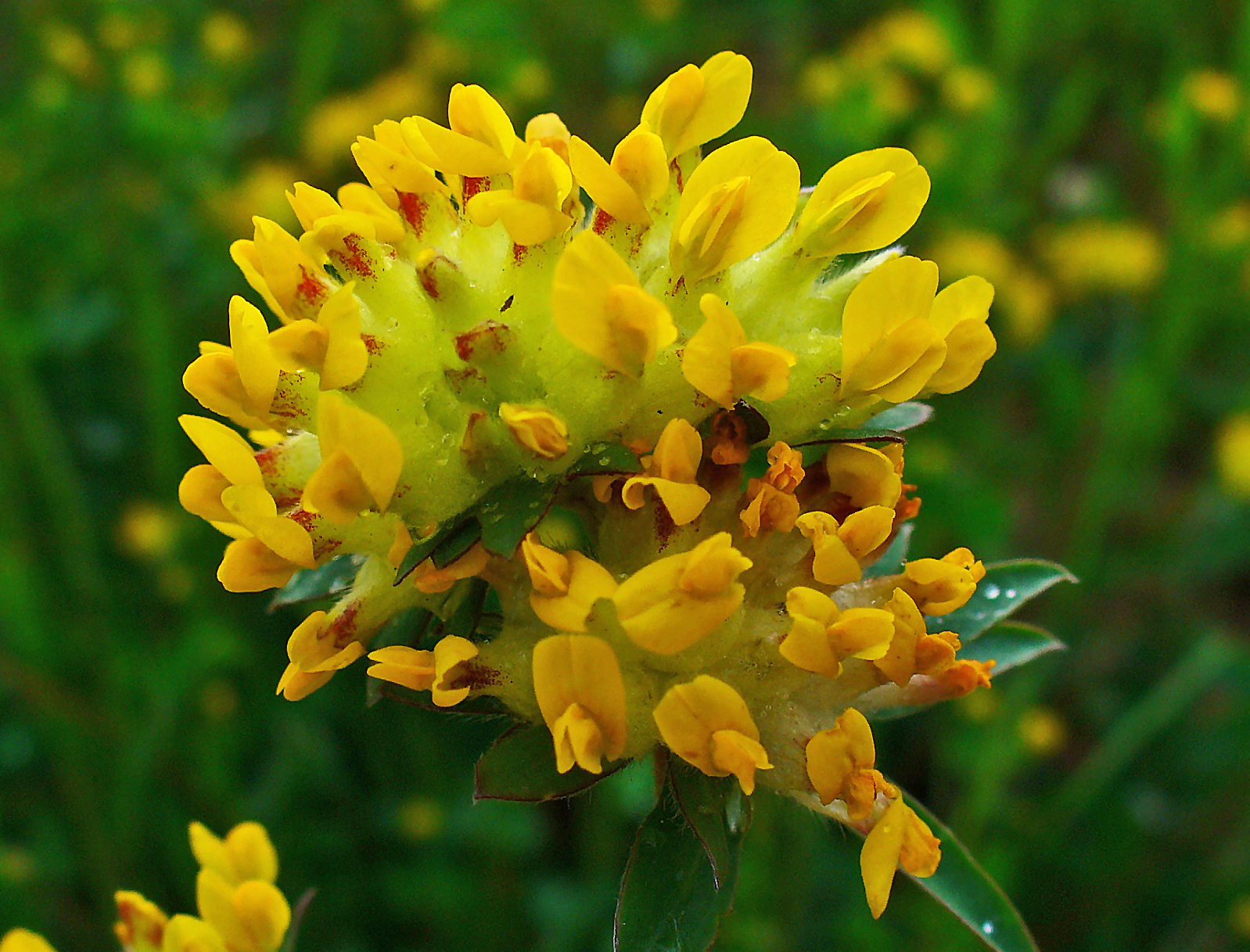
Virága
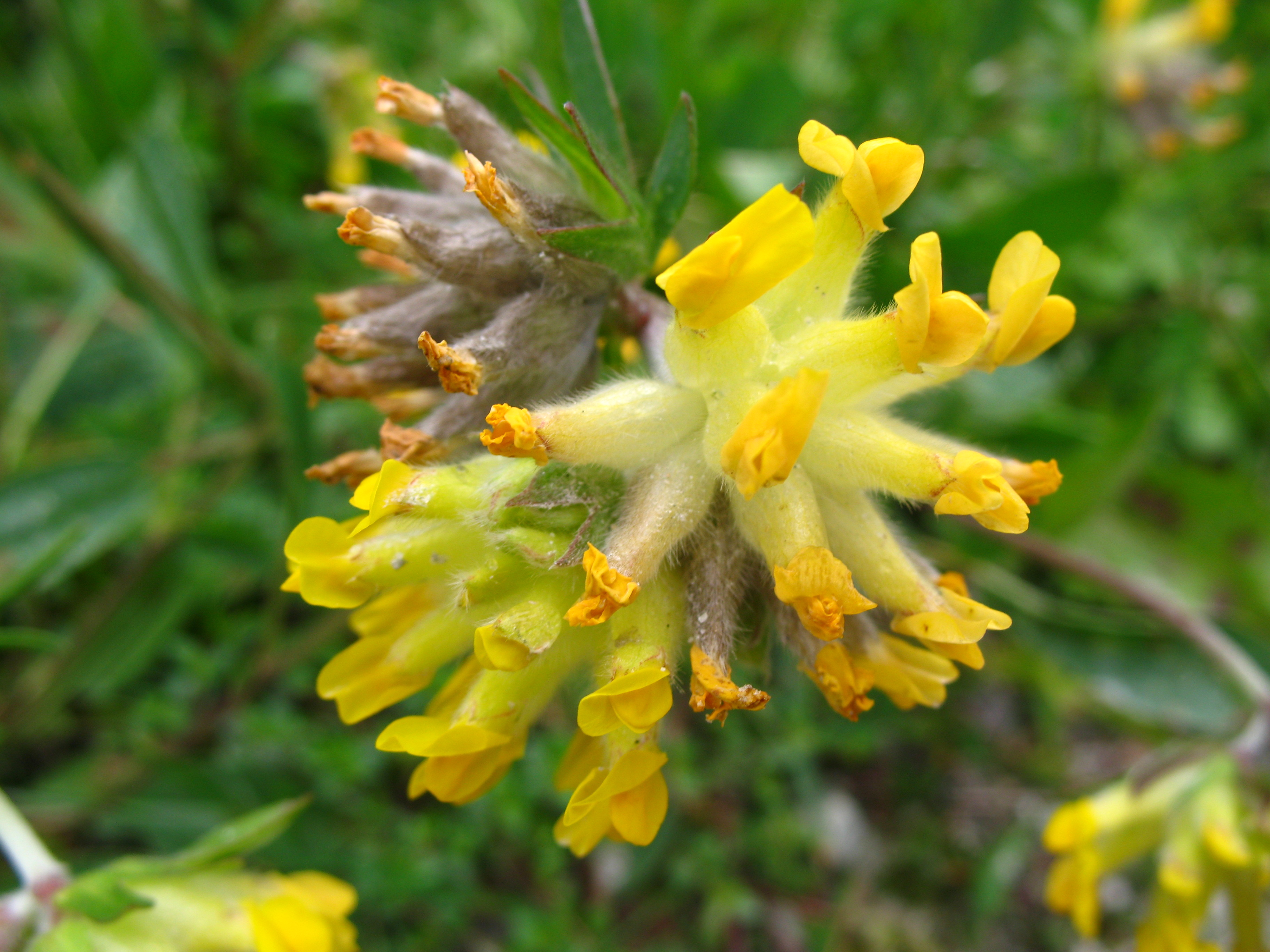
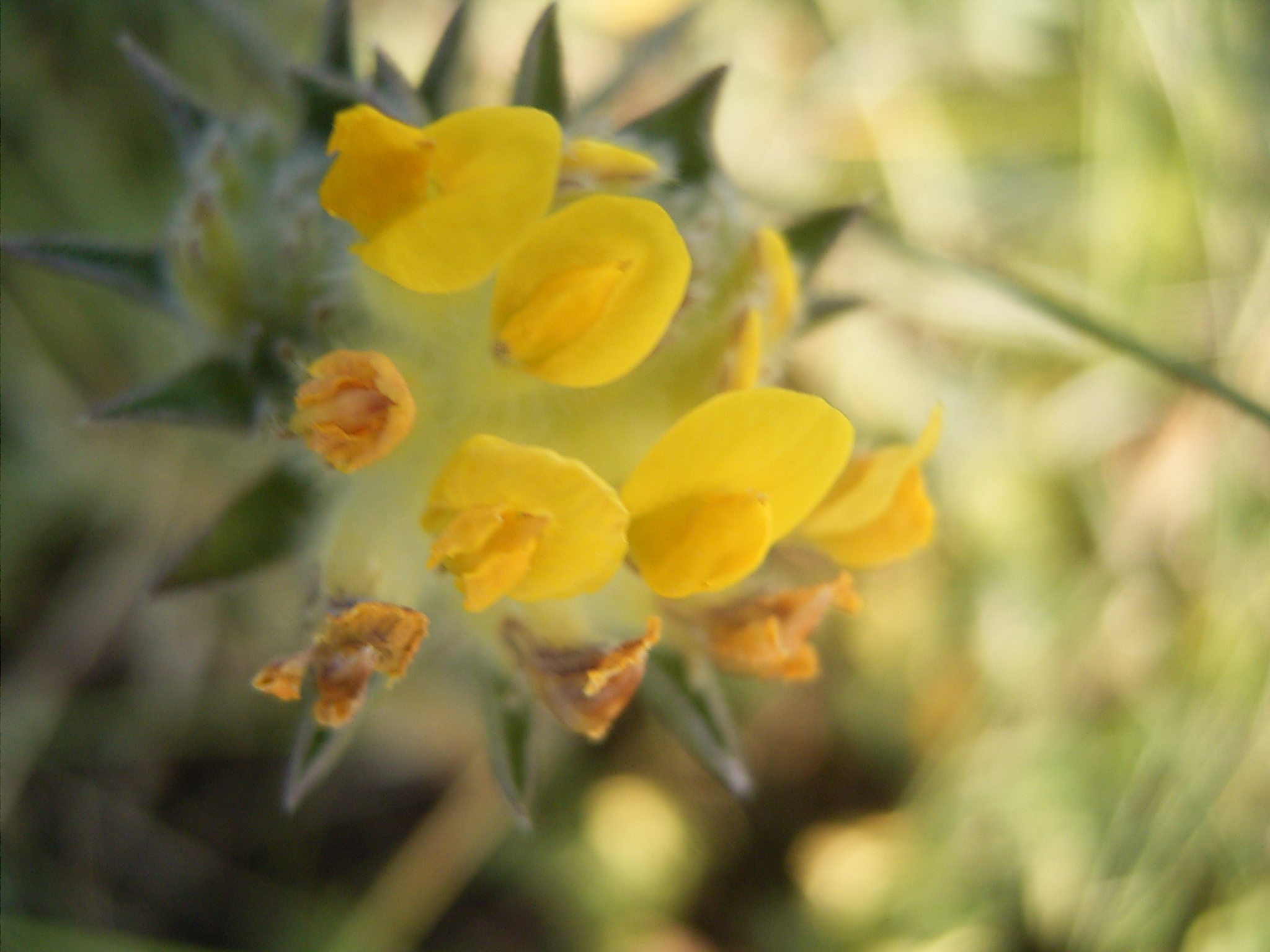
Közelről a termőtája
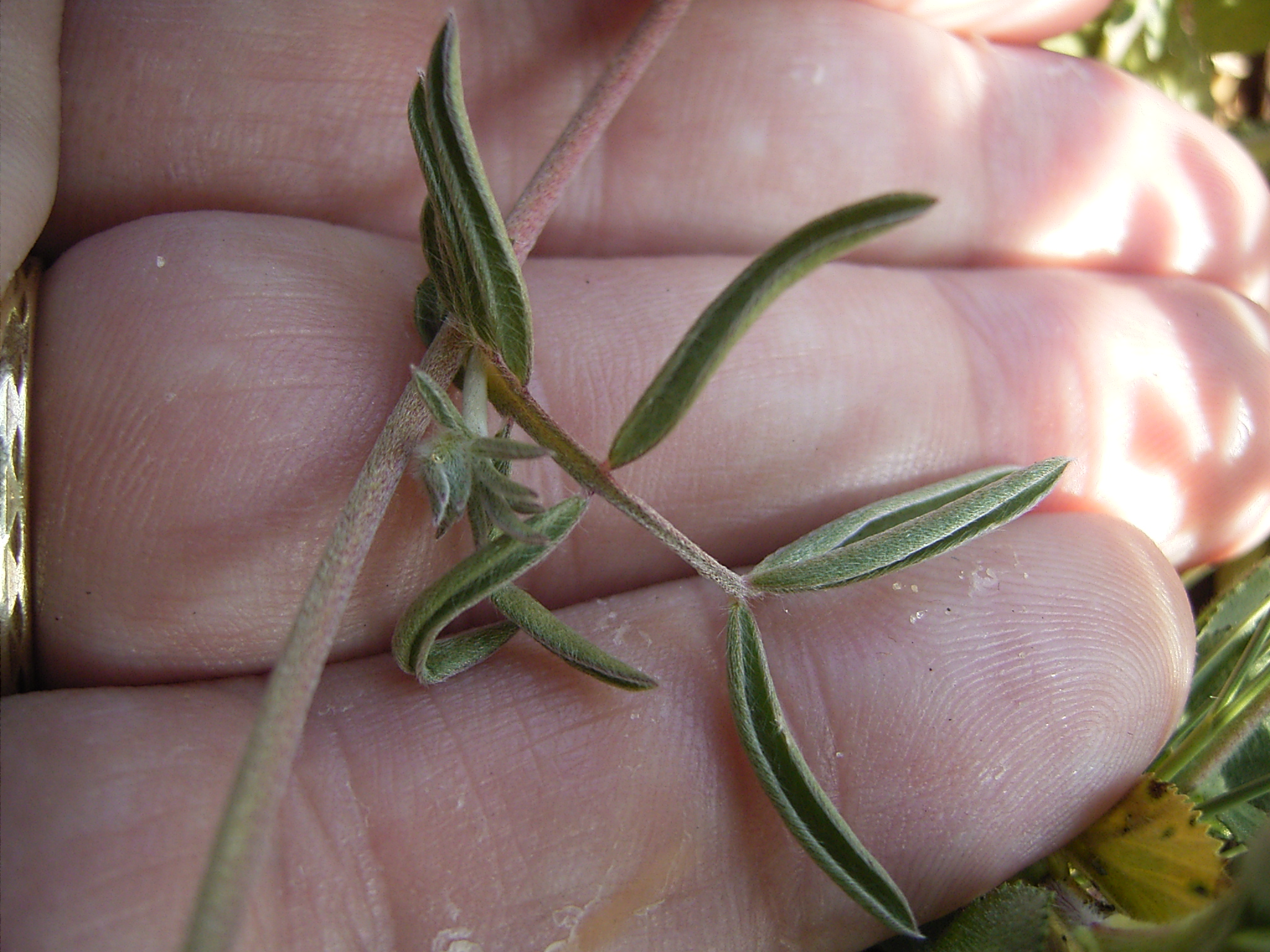
Levelei
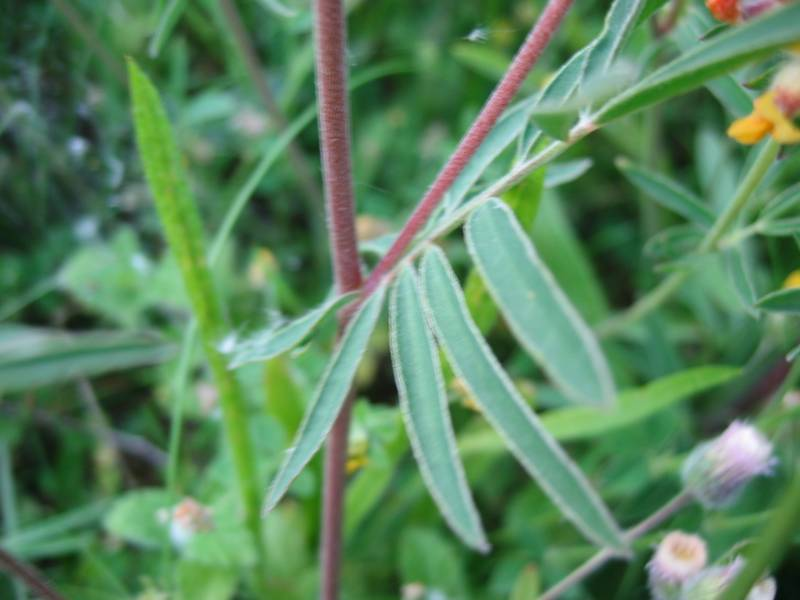
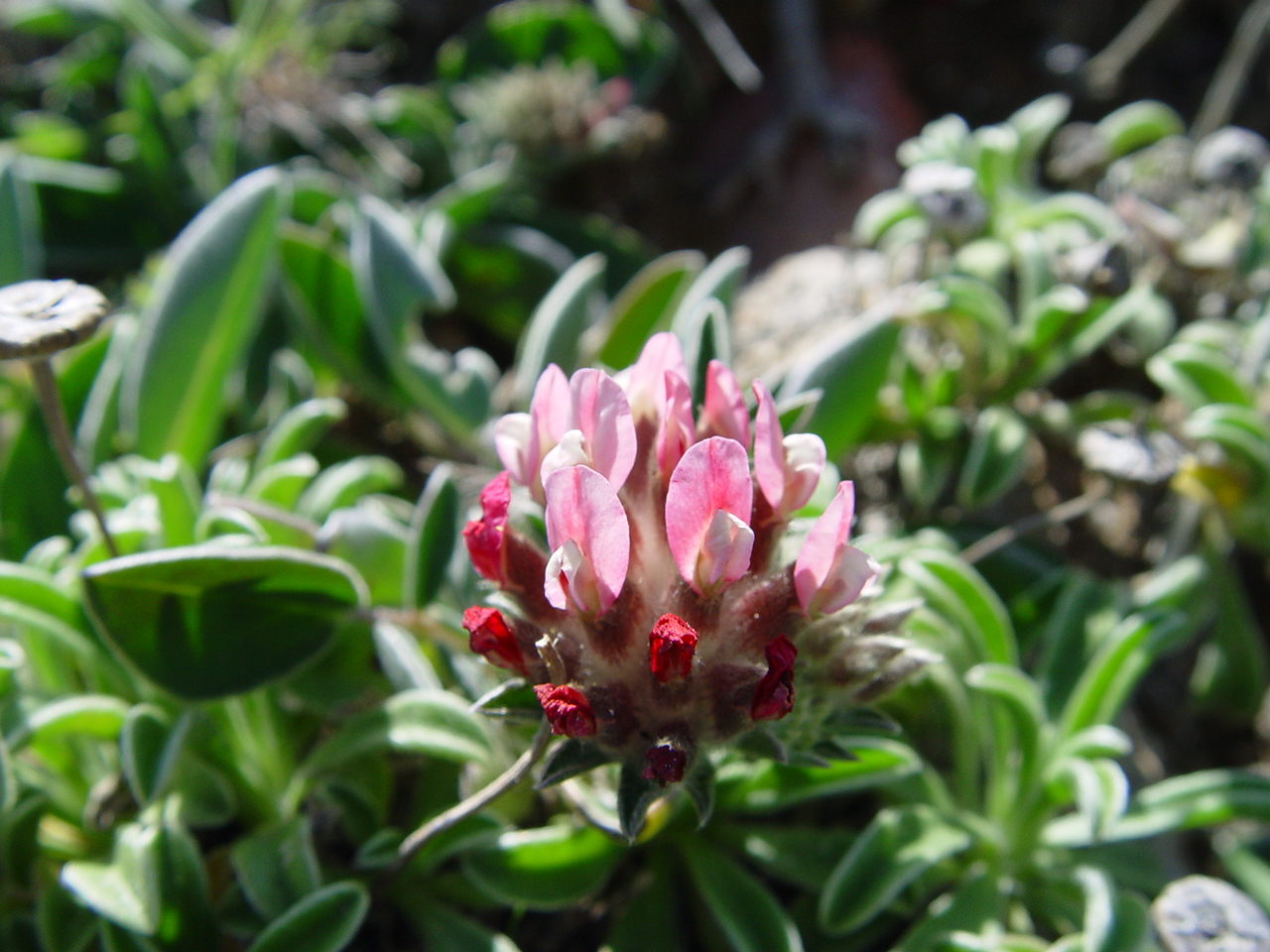
Anthyllis vulneraria subsp. iberica
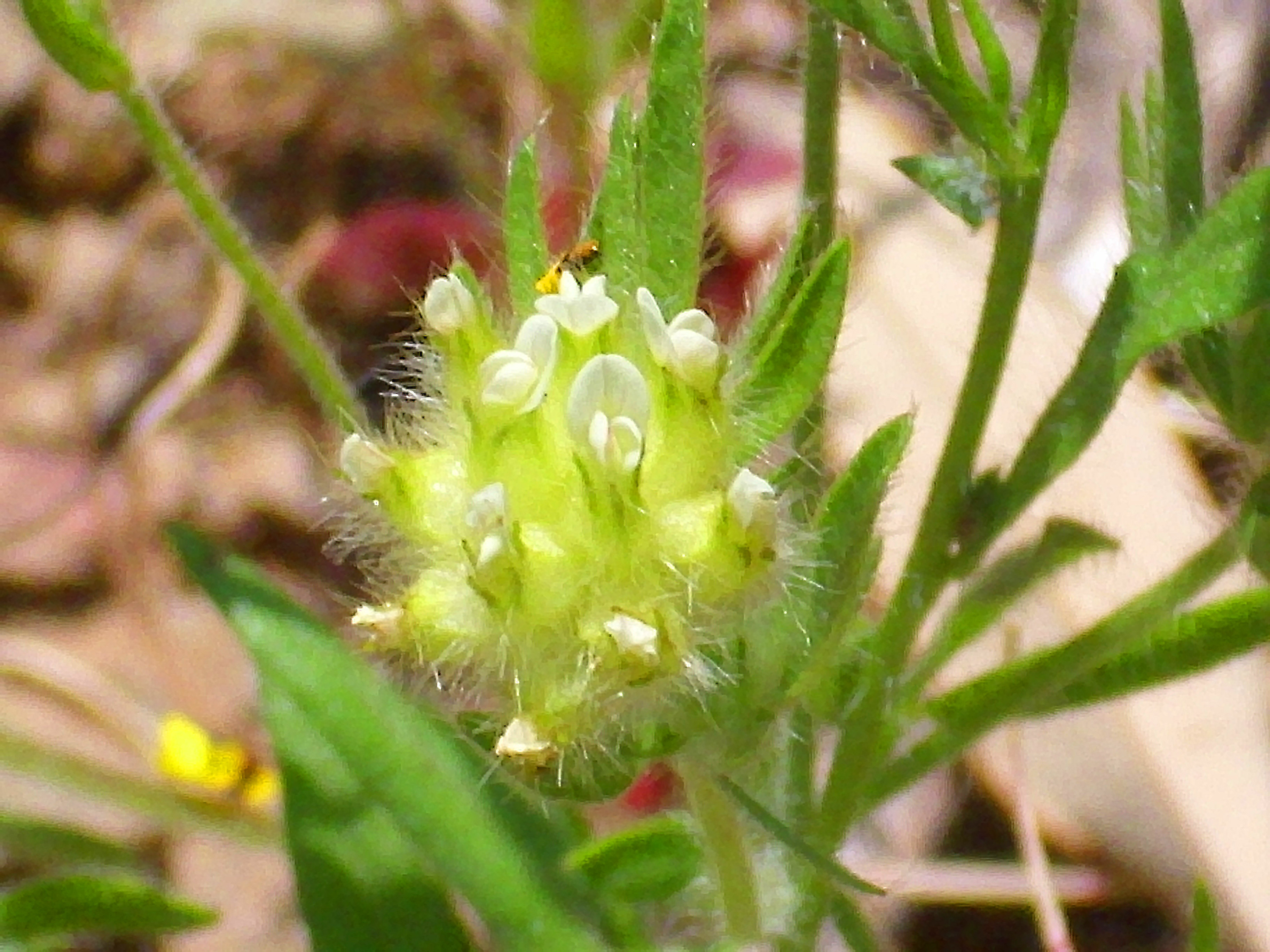
Anthyllis vulneraria subsp. maura
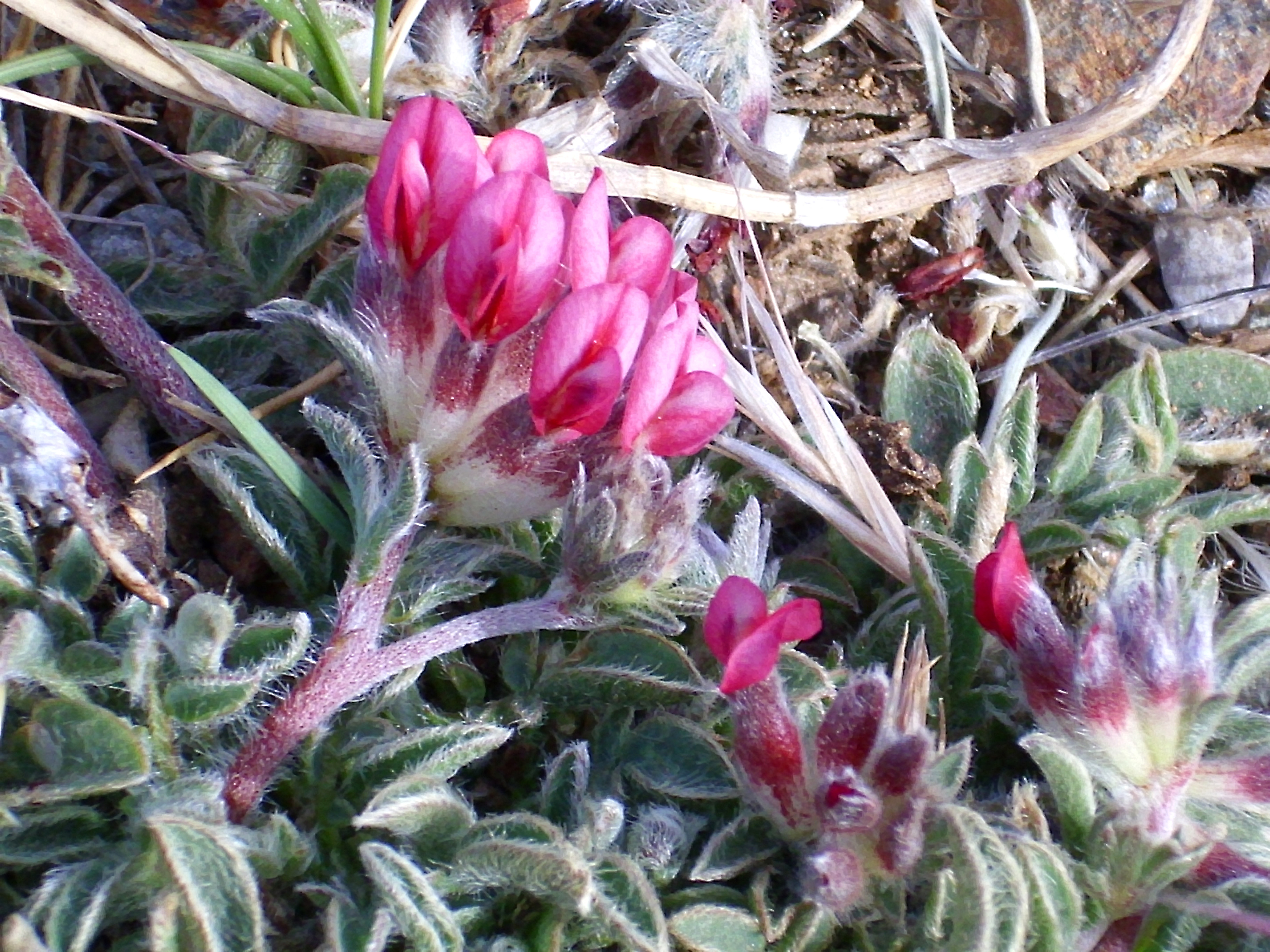
Anthyllis vulneraria subsp. pseudoarundana
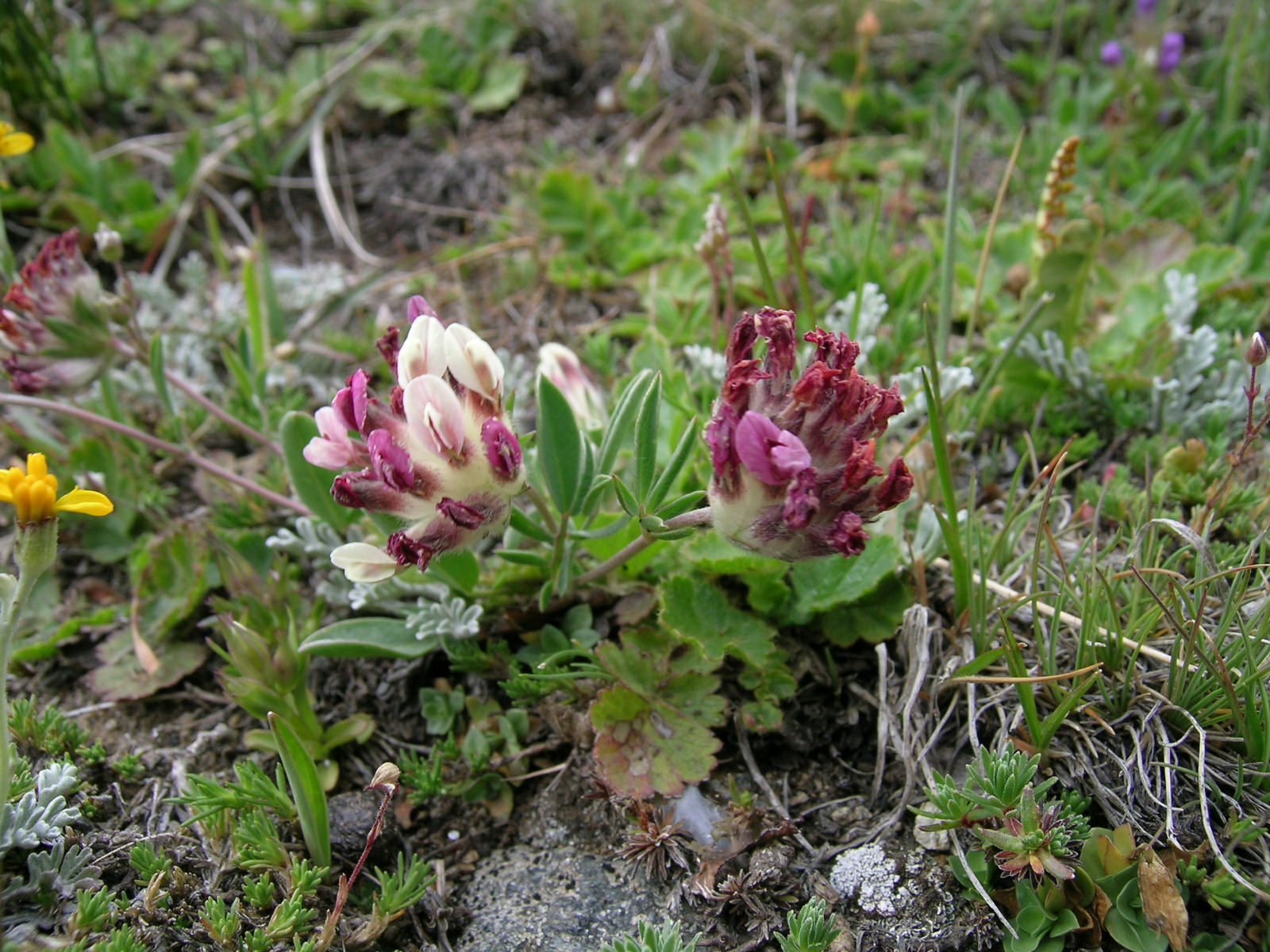
Anthyllis vulneraria subsp. valesiaca
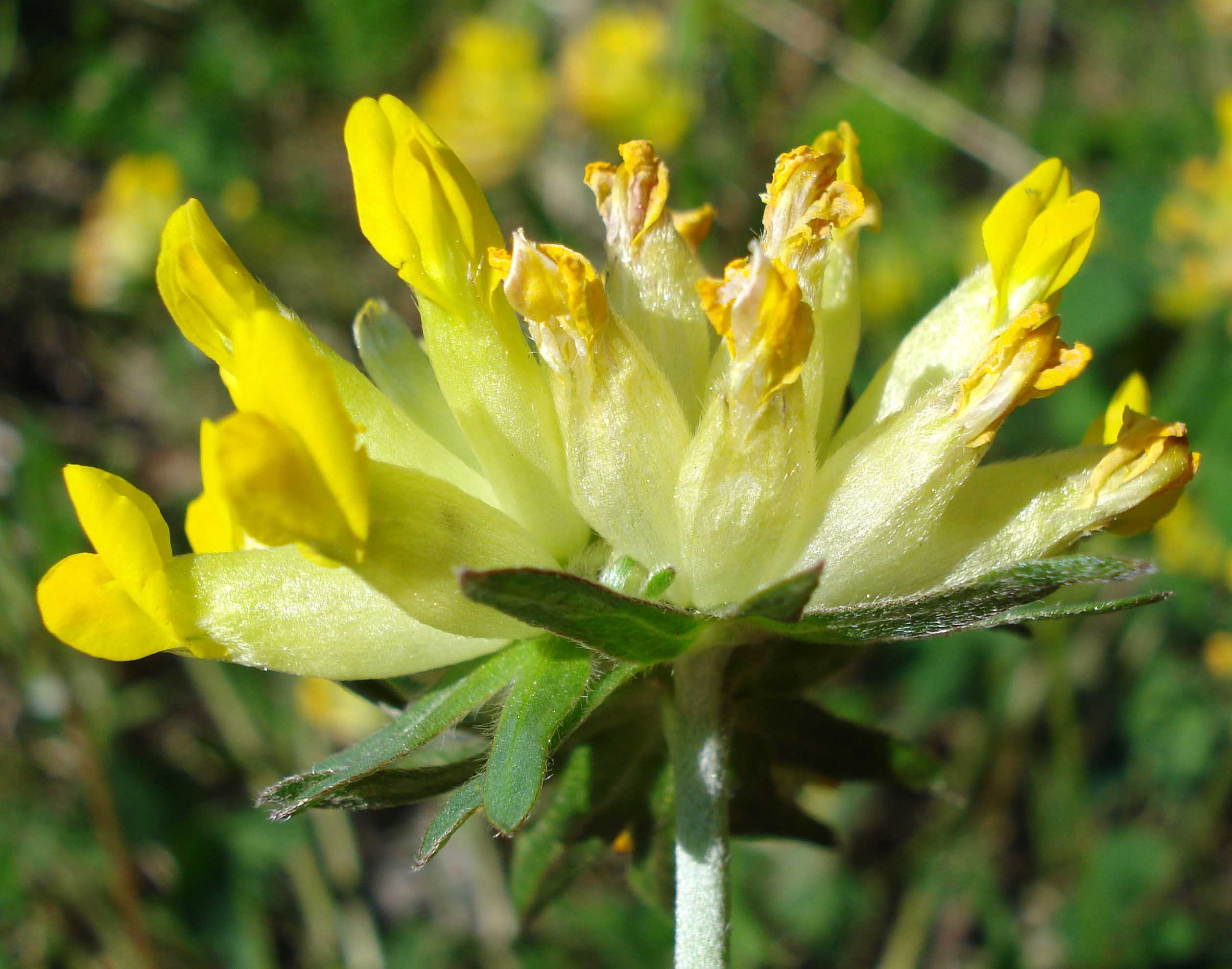
Anthyllis vulneraria pseudovulneraria
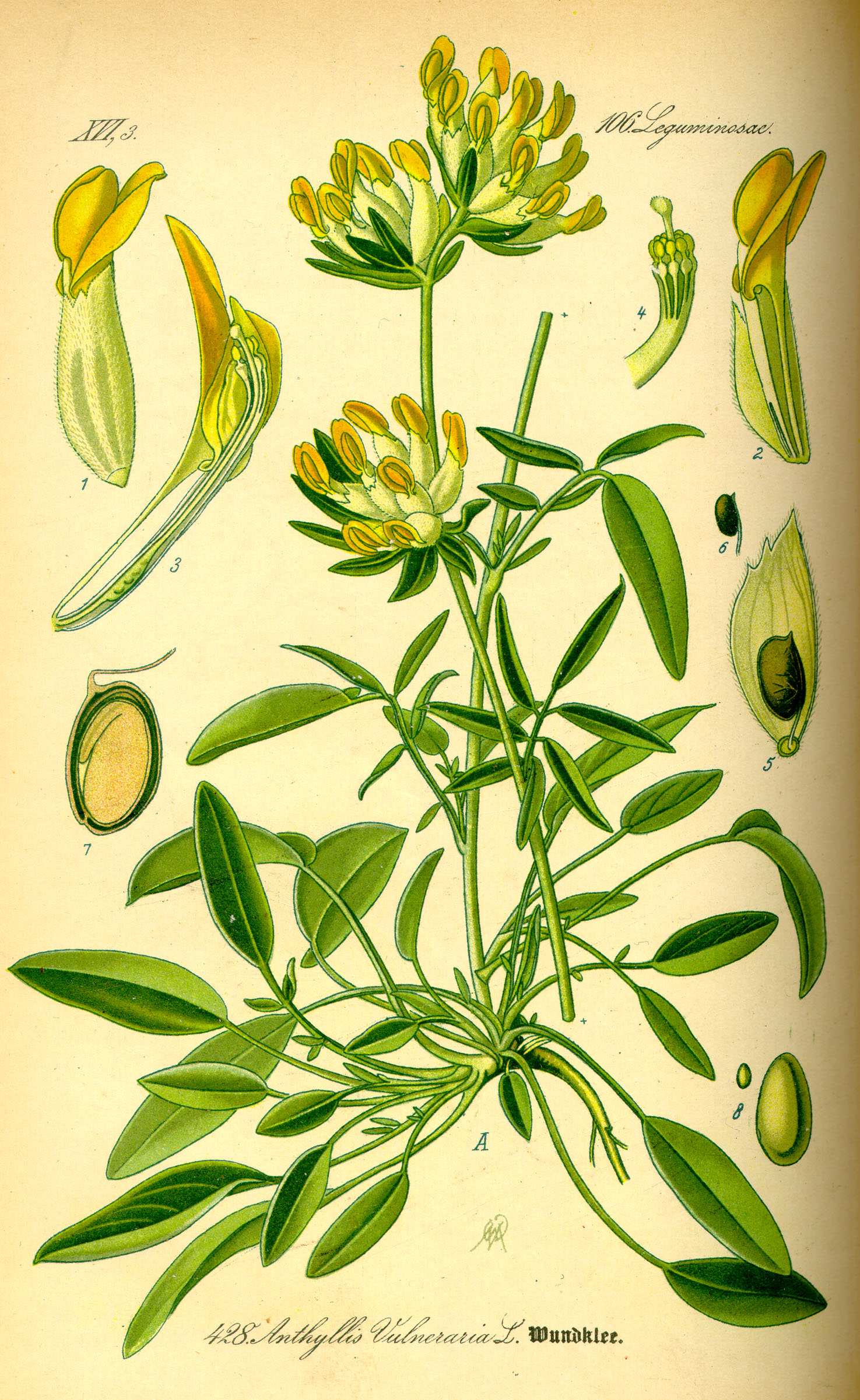
Rajzok a növényről
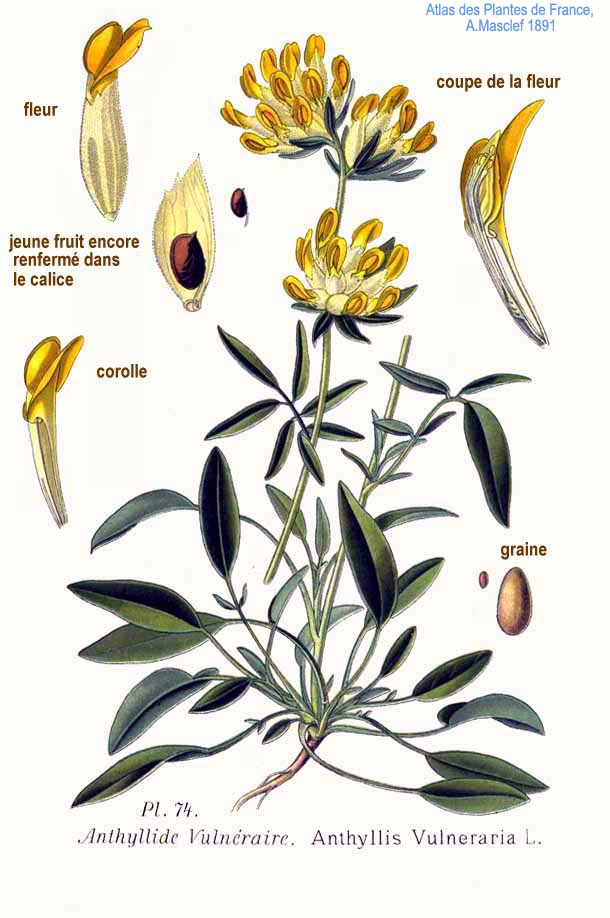
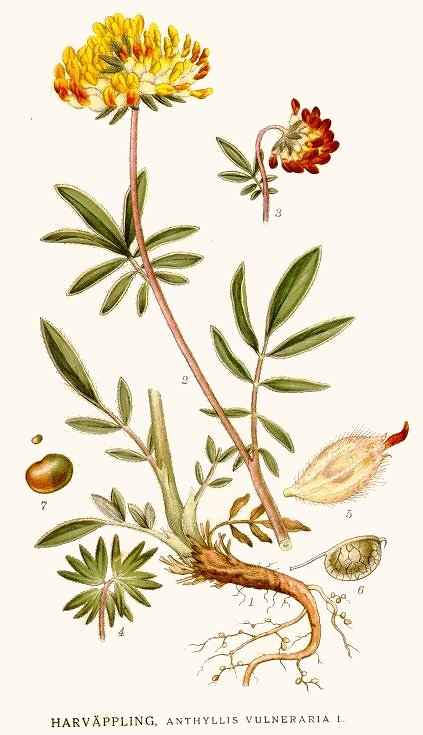